# Las Formas del Fuego
Las formas del fuego es un libro de poemas escritos en prosa por el venezolano José Antonio Ramos Sucre (Cumaná, 9 de junio de 1890 - Ginebra, Suiza, 13 de junio de 1930). Este libro lo publicó el poeta en 1929, un año antes de su muerte y mientras tenía dificultades para concentrarse debido a un recurrente insomnio. En 1929, Ramos Sucre también publicó su otra obra El cielo de esmalte.

## Dedicatoria
Las formas del fuego está dedicado a Carmen Elena de las Casas. Según la académica y crítica literaria Elena Vera , ella era la "más hermosa mujer de la Caracas de su tiempo" a quien el poeta Ramos Sucre profesó una pasión secreta   .

## Contenido
Las formas del fuego contiene los siguientes 126 poemas:
| Las ruinas                         | El rito                       | La isla de las madréporas | Acíbar                            | El talismán                        |
| El Mandarín                        | El castigo                    | El emigrado               | Spleen                            | El guía                            |
| El real de los cartagineses        | Farándula                     | La amada                  | La noche                          | La sala de los muebles de laca     |
| La plaga                           | El retórico                   | La venganza de Viviana    | El nómade                         | La entrevista                      |
| Fragmento apócrifo de Pausanias    | El cómplice                   | Mito                      | El desagravio                     | El extravío                        |
| El convite                         | El ídolo                      | El retrato                | Los gallos de la noche de Elsinor | El desesperado                     |
| Micenas                            | El alivio                     | Reloj de príncipes        | La bruja                          | El sopor                           |
| Ancestral                          | El asedio                     | La heroína                | El riesgo                         | El hidalgo                         |
| Cenit                              | El remordimiento              | La verdad                 | El presidiario                    | La sombra de la hija del faraón    |
| Merry England                      | La ilusión                    | El ciego                  | La espía                          | El sacrificador                    |
| El impío                           | La mensajera del alba         | El sino                   | El adolescente                    | La deriva                          |
| Windsor                            | La guerra                     | Nocturno                  | Parodia                           | Bajo el ascendiente de Shakespeare |
| La huérfana                        | El rajá                       | Mar latino                | Sutileza                          | Lay                                |
| La suspirante                      | La vuelta de Ulises           | El acontecido             | Semíramis                         | El viaje                           |
| La alborada                        | Rúnica                        | El festín de los buitres  | El desvarío de Calipso            | El entierro                        |
| Las suplicantes                    | La caza                       | Divagación                | La ensenada                       | Dionisiana                         |
| Crepúsculo                         | El reino de los cabiros       | El paseo                  | Ofir                              | La vigilia del campamento          |
| El protervo                        | Hesperia                      | El sigilado               | La quimera                        | El justiciero                      |
| Saudade                            | La campaña                    | El secreto del Nilo       | La sirte                          | La ráfaga                          |
| El venturoso                       | El musulmán                   | El tósigo                 | El cortesano                      | La conseja de los alabarderos      |
| El fenicio                         | El Knut                       | El sagitario              | El malcasado                      | Montería                           |
| La ciudad de las puertas de hierro | Rapsodia                      | Crónica                   | Alastor                           | El clima del nopal                 |
| El enviado                         | Los celos del fantasma        | La acedía del claustro    | Bajo el velamen de púrpura        | El cristiano                       |
| El hallazgo                        | Bajo la advocación de Saturno | El lince                  | El escolar                        | El desahucio                       |
| La casta de los centauros          | El lapidario                  | El viaje en trineo        | El alumno de Tersites             | Tácita, la musa décima             |
| Carnaval                           |                               |                           |                                   |                                    |

## Difusión y traducciones
En 1988, la obra de Ramos Sucre fue difundida en España gracias a la publicación de una edición de "Las Formas del Fuego" ; este libro fue editado por la Editorial Siruela con prólogo de Salvador Garmendia, escritor venezolano miembro fundador del movimiento artístico venezolano El Techo de la Ballena.  A pesar de tener el mimo nombre del libro de Ramos Sucre de 1929, esta publicación contine poemas de sus otros libros. 
Una traducción al portugués de la obra de Ramos Sucre, con prólogo del poeta venezolano Eugenio Montejo, fue publicada en 1992 bajo el título As formas do fogo.